# Shewanella
Genre
Shewanella est un des trois genres de la famille de bactéries des Shewanellaceae. Quelques espèces de ce genre étaient auparavant classées en tant que Alteromonas.

## Espèces
Selon LPSN (6 juin 2025), le genre Shewanella comprend 101 espèces publiées de manière valide :
- Shewanella abyssi Miyazaki et al. 2006
- Shewanella acanthi Liu et al. 2023
- Shewanella aegiceratis Liu et al. 2023
- Shewanella aestuarii Park & Jeon 2013
- Shewanella algae (en) corrig. Simidu et al. 1990
- Shewanella algicola Kim et al. 2016
- Shewanella algidipiscicola Satomi et al. 2007
- Shewanella alkalitolerans Liu et al. 2023
- Shewanella amazonensis Venkateswaran et al. 1998
- Shewanella aquimarina Yoon et al. 2004
- Shewanella atlantica Zhao et al. 2007
- Shewanella avicenniae Liu et al. 2022
- Shewanella azerbaijanica Nouioui et al. 2022
- Shewanella baltica (en) Ziemke et al. 1998
- Shewanella basaltis Chang et al. 2008
- Shewanella benthica MacDonell & Colwell 1986
- Shewanella canadensis Zhao et al. 2007
- Shewanella carassii Fang et al. 2017
- Shewanella chilikensis Sucharita et al. 2009
- Shewanella colwelliana (Weiner et al. 1988) Coyne et al. 1990
- Shewanella corallii Shnit-Orland et al. 2010
- Shewanella cyperi Zhang et al. 2021
- Shewanella decolorationis (en) Xu et al. 2005
- Shewanella denitrificans Brettar et al. 2002
- Shewanella dokdonensis Sung et al. 2012
- Shewanella donghaensis Yang et al. 2007
- Shewanella electrica Yao et al. 2023
- Shewanella electrodiphila Zhang & Burgess 2015
- Shewanella ferrihydritica Yao et al. 2023
- Shewanella fidelis Ivanova et al. 2003
- Shewanella fodinae Sravan Kumar et al. 2010
- Shewanella frigidimarina (en) Bowman et al. 1997
- Shewanella gaetbuli Yoon et al. 2004
- Shewanella gelidii Wang et al. 2016
- Shewanella gelidimarina (en) Bowman et al. 1997
- Shewanella glacialipiscicola Satomi et al. 2007
- Shewanella goraebulensis Lee et al. 2024
- Shewanella hafniensis Satomi et al. 2006
- Shewanella halifaxensis Zhao et al. 2006
- Shewanella halotolerans Liu et al. 2023
- Shewanella hanedai (Jensen et al. 1981) MacDonell & Colwell 1986
- Shewanella holmiensis Martín-Rodríguez et al. 2023
- Shewanella indica Verma et al. 2011
- Shewanella insulae Park et al. 2020
- Shewanella intestini Gai et al. 2017
- Shewanella inventionis Wang & Sun 2016
- Shewanella irciniae Lee et al. 2006
- Shewanella japonica Ivanova et al. 2001
- Shewanella jiangmenensis Song et al. 2022
- Shewanella kaireitica Miyazaki et al. 2006
- Shewanella khirikhana Prachumwat et al. 2020
- Shewanella litoralis Yun et al. 2018
- Shewanella litorisediminis Lee & Yoon 2013
- Shewanella livingstonensis (en) Bozal et al. 2002
- Shewanella loihica Gao et al. 2006
- Shewanella mangrovi Liu et al. 2015
- Shewanella mangrovisoli Liu et al. 2023
- Shewanella marina Park et al. 2009
- Shewanella marinintestina Satomi et al. 2003
- Shewanella marisflavi Yoon et al. 2004
- Shewanella maritima Bae et al. 2020
- Shewanella mesophila Liu et al. 2023
- Shewanella metallivivens Maltman et al. 2023
- Shewanella morhuae Satomi et al. 2006
- Shewanella nanhaiensis Cao et al. 2021
- Shewanella olleyana Skerratt et al. 2002
- Shewanella oncorhynchi Altun et al. 2022
- Shewanella oneidensis Venkateswaran et al. 1999
- Shewanella pealeana Leonardo et al. 1999
- Shewanella phaeophyticola Butt et al. 2024
- Shewanella piezotolerans Xiao et al. 2007
- Shewanella pneumatophori Hirota et al. 2005
- Shewanella polaris Cha et al. 2020
- Shewanella profunda Toffin et al. 2004
- Shewanella psychromarinicola Hwang et al. 2019
- Shewanella psychrophila Xiao et al. 2007
- Shewanella psychrotolerans Liu et al. 2023
- Shewanella putrefaciens (en) (Lee et al. 1981 ex Derby & Hammer 1931) MacDonell & Colwell 1986
- Shewanella rhizosphaerae Liu et al. 2023
- Shewanella sairae Satomi et al. 2003
- Shewanella salipaludis Park et al. 2024
- Shewanella saliphila Yun et al. 2018
- Shewanella scandinavica Martín-Rodríguez et al. 2024
- Shewanella schlegeliana Satomi et al. 2003
- Shewanella sedimentimangrovi Liu et al. 2022
- Shewanella sediminis (en) Zhao et al. 2005
- Shewanella seohaensis Yoon et al. 2012
- Shewanella septentrionalis Martín-Rodríguez et al. 2023
- Shewanella spartinae Liu et al. 2023
- Shewanella submarina Sudha Rani et al. 2019
- Shewanella surugensis Miyazaki et al. 2006
- Shewanella ulleungensis Yun et al. 2018
- Shewanella vaxholmensis Martín-Rodríguez et al. 2024
- Shewanella vesiculosa Bozal et al. 2009
- Shewanella violacea Nogi et al. 1999
- Shewanella waksmanii Ivanova et al. 2003
- Shewanella woodyi (en) Makemson et al. 1997
- Shewanella xiamenensis Huang et al. 2010
- Shewanella yunxiaonensis Liu et al. 2022
- Shewanella zhangzhouensis Liu et al. 2023
- Shewanella zhuhaiensis Liu et al. 2024

### Espèces aux noms préférés
En plus de ces 101 espèces, selon LPSN (6 juin 2025), il existe neuf espèces dont le nom n'a pas été publié de manière valide mais a été identifié comme le nom préféré.
- "Shewanella bicestrii" Dabos et al. 2018. Nom préféré
- "Shewanella cutis" Das et al. 2024. Nom préféré
- "Shewanella eurypsychrophilus" Yu et al. 2021. Nom préféré
- "Shewanella glacialimarina" Qasim et al. 2021. Nom préféré
- "Shewanella marinisediminis" Kim et al. 2013. Nom préféré
- "Shewanella massilia" Dos Santos et al. 1998. Nom préféré
- "Shewanella psychropiezotolerans" Yu et al. 2021. Nom préféré
- "Shewanella shenzhenensis" Zhang et al. 2022. Nom préféré
- "Shewanella subflava" Luo et al. 2023. Nom préféré

### Changements de noms
Selon LPSN (6 juin 2025), les espèces suivantes ont changé de noms :
- Shewanella affinis Ivanova et al. 2004 est un synonyme hétérotypique de Shewanella colwelliana
- Shewanella alga Simidu et al. 1990 est une mauvaise écriture de l'épithète et a été renommé Shewanella algae
- Shewanella arctica Kim et al. 2012 est un synonyme hétérotypique de Shewanella frigidimarina
- Shewanella haliotis Kim et al. 2007 est un synonyme hétérotypique de Shewanella algae
- Shewanella pacifica Ivanova et al. 2004 est un synonyme hétérotypique de Shewanella japonica
- Shewanella spongiae Yang et al. 2006 est un synonyme homotypique de Parashewanella spongiae (Yang et al. 2006) Xu et al. 2019
- Shewanella upenei Kim et al. 2012 est un synonyme hétérotypique de Shewanella algae

## Taxonomie
Le nom correct complet (avec auteur) de ce taxon est Shewanella MacDonell & Colwell 1986.
L'espèce type est Shewanella putrefaciens (Lee et al. 1981 ex Derby & Hammer 1931) MacDonell & Colwell 1986.

### Étymologie
L'étymologie du nom de ce genre bactérien est la suivante :She.wan.el’la. N.L. fem. dim. n. Shewanella, nommé d'après James Shewan pour son travail dans la microbiologie de l'industrie de la pèche.